# 칠평로
칠평로(Chilpyeong-ro)은 경상북도 경주시 안강읍 중심부를 연결하는 도로이다.

## 노선 경로
- 삼거리 명칭 미상 - 안현로
- 삼거리 명칭 미상 - 비화중로
- 거리 명칭 미상 - 호국로 (국도 제28호선), 구부랑길

## 주요 건물 및 시설
- 양월6리마을회관 - 경상북도 경주시 안강읍 칠평로 42
- 서림사 - 경상북도 경주시 안강읍 칠평로 250-14

## 같이 보기
- 칠평천